# Thời của thánh thần
Thời của thánh thần là một tiểu thuyết của nhà văn Hoàng Minh Tường xuất bản vào tháng 8 năm 2008. Sách dày 650 trang, chia làm hai phần với 29 chương, do Nhà xuất bản Hội Nhà văn ấn hành. Cuốn sách đề cập đến vấn đề trong xã hội Việt Nam trong thời kỳ từ Cách mạng Tháng Tám 1945 đến thời kỳ hội nhập hiện nay, như cải cách ruộng đất, nhân văn giai phẩm, thống nhất đất nước, di tản, hòa hợp dân tộc... thông qua số phận của một gia đình.
Ngay sau khi phát hành trong tháng 8 năm 2008, sách đã bị thu hồi.

## Đề tài
Tiểu thuyết này viết về những số phận khác nhau của những con người trong một gia đình có truyền thống khoa bảng ở một làng quê châu thổ sông Hồng. Bốn anh em trai nhà họ Nguyễn Kỳ là Khôi, Vĩ, Vọng, Quặc (ba người con đẻ, một con nuôi), sau Cách mạng tháng Tám 1945, mỗi người đi xa một ngả.
Sau đó, có người trở thành cán bộ lãnh đạo; có người là nhà thơ nhưng bị quy là thành phần phản động, theo nhóm Nhân văn Giai phẩm, thuộc hàng ngũ xét lại; có người lại di cư vào Nam rồi đi di tản sang Mỹ; người thì ở nhà cày ruộng... "Ba thế hệ của một gia đình, từ ông Lý Phúc, đến bốn người con trai của ông, rồi đến những đứa cháu của ông đã vật vã trên nửa thế kỉ của đất nước trong cơn gió bụi và cuộc bể dâu. Dòng xoáy khốc liệt suốt hai cuộc chiến tranh đã cuốn họ đi, nhào nặn nên tính cách và số phận của họ."
Toàn bộ các sự kiện lớn của đất nước, bao gồm Cải cách ruộng đất; đấu tranh chống Nhân văn Giai phẩm, chống Xét lại; Giải phóng miền Nam – Thống nhất đất nước; đến hoà hợp dân tộc... những vấn đề cốt lõi ấy, được xem xét và đánh giá qua những số phận mấy đời chìm nổi của một gia đình đều được tái hiện thông qua số phận của gia đình và những người con, cùng như những người có liên quan.

## Bị thu hồi
Ngay sau khi phát hành trong tháng 8 năm 2008, sách đã bị thu hồi. Một số bài bình luận đã đăng và đăng lại trên các trang tin điện tử đã bị bóc đi.

## Nhận xét
Tác giả Phương Ngọc (bài từng được đăng trên tờ Viettimes và đã bị rút) đánh giá tác phẩm này là một "tiếng nổ của văn xuôi". Nhà phê bình Vũ Nho khen cuốn sách là "một bứt phá mới ngoạn mục", ông dự đoán nó "sẽ được độc giả đón nhận nồng nhiệt".

## Bản dịch
- Bản dịch tiếng Pháp: Le temps des Genies Invincibles, xuất bản tại Paris, 11/2014. Nhà xuất bản La Fremillerie.
- Bản dịch tiếng Hàn Quốc, với tựa đề "Thi sĩ sang sông", do Nhà xuất bản B books phát hành tại Seul, 10/10/2015.
- Bản dịch tiếng Nhật "Thời của Thánh Thần" do Nhà xuất bản TUFS Đại học Ngoại ngữ Tokyo xuất bản 31/3/2016, phát hành tại Tokyo.
- Bản dịch tiếng Hoa "Thời của Thánh Thần" do Tập đoàn xuất bản Trung Quốc (Bắc Kinh, Thượng Hải, Quảng Châu, Tây An...) xuất bản, 12/2016. Chuẩn bị phát hành thì sách bị cấm và thu hồi (3000 cuốn).